# Duke Nalon
Dennis C. Nalon (2 de março de 1913 – 26 de fevereiro de 2001) foi um automobilista norte-americano.
Nalon esteve em dezessete (dez) 500 Milhas de Indianápolis (sete (três) quando a prova fazia parte do calendário da Fórmula 1 de 1950 até 1960): 1935 (não se qualificou), 1937 (não se qualificou), 1938, 1939 (não se qualificou), 1940, 1941, 1946, 1947, 1948, 1949, 1950 (não se qualificou), 1951, 1952, 1953, 1954 (não se qualificou), 1955 (não se qualificou) e 1956 (não se qualificou). Seu melhor resultado em 500 Milhas de Indianápolis foi o 3º lugar em 1948 e largou na pole position em 1948 e 1949.